# منظر (تربت حیدریه)
منظر (تربت حیدریه)، روستایی از توابع بخش مرکزی شهرستان تربت حیدریه در استان خراسان رضوی ایران است.
این روستا دارای 23 مسجد وحسنیه می باشد. نام قبلی این روستا دارالمومنین بوده است.

## جمعیت
این روستا در دهستان بالاولایت قرار دارد و براساس سرشماری مرکز آمار ایران در سال ۱۳۸۵، جمعیت آن ۲٬۱۲۰ نفر (۶۱۴خانوار) بوده‌است.